# Tågerup (Gribskov Kommune)
 For alternative betydninger, se Tågerup. (Se også artikler, som begynder med Tågerup)
Tågerup eller Tågerup Huse er lille lokalitet beliggende i Ramløse Sogn, Gribskov Kommune, midt mellem Helsinge og Holløse. En stadig eksisterende runddysse i haven til den tidligere møllegård, Vangeledsgård, vidner om, at mennesker så tidligt som et par årtusinder før Kristi fødsel har sat spor her. En egentlig bebyggelse, et samfund, dukkede op i det første årtusinde i vor tidsregning. Stednavnets -rup viser, at Tågerup er en udflytterlandsby (torp) fra den langt større by Ramløse.
Indtil nyere tid har Tågerup været et typisk landbrugssamfund med en blanding af gårde, husmandssteder og enkelte jordløse huse. Indtil medio 1930'erne var der en stor hollandsk mølle med bageri. Den tilhørende købmandsbutik fungerede indtil 1970'erne. Stedet havde også en klassisk landbysmedje, der blev drevet indtil ca. 1990.
Befolkningstallet var 27 ved den første folketælling i 1787. I 1940 var 54 personer bosat her.